# Пам'ятний знак «Орлята»

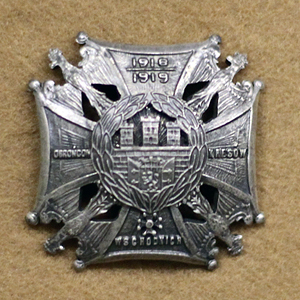
Пам'ятний знак «Орлята»

Пам'ятний знак «Орлята» — знак, яким за часів ІІ Польської республіки нагороджували учасників битви за Львів та «східні креси» під час польсько-української війни.

## Опис значка

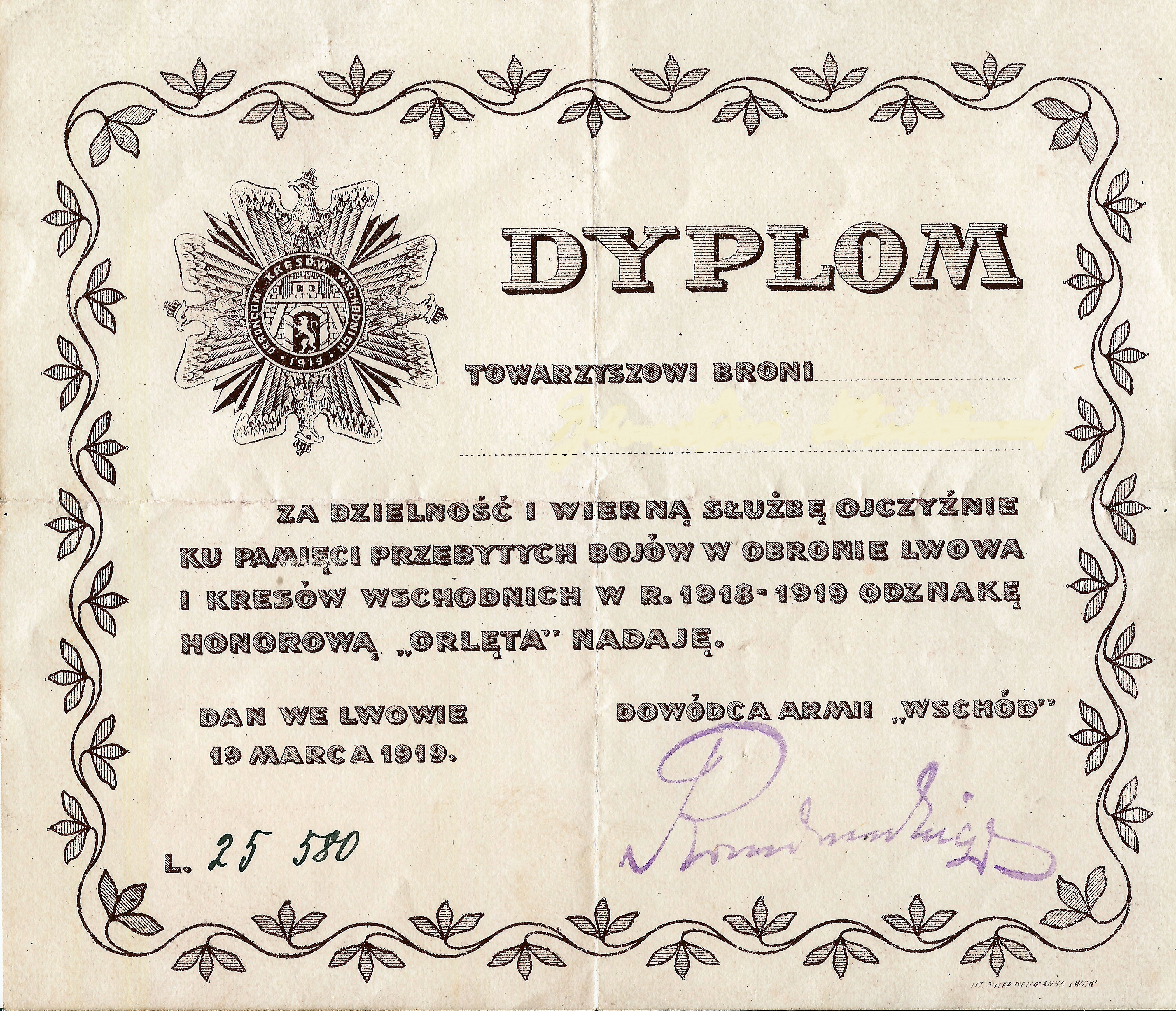
Шаблон диплома про нагородження

На нагрудному знаку зображено чотири стилізовані силуети орлів, які утворюють рамена хреста, між ними промені, в центрі нагрудного знака в круглому медальйоні зображено герб Львова, навколо якого розміщено напис «ЗАХИСНИКАМ СХІДНИХ КРЕСІВ».
Він був випресований з листової латуні, посріблений і патинований. Знак має злегка опуклу форму. Його діаметр становить приблизно 43,5 мм.
Усі, хто отримав нагрудний знак, також отримали посвідчення про нагородження.
Нагорода присуджена за боротьбу за Львів за період після періоду з 1 по 22 листопада 1918 р., за що нагороджувався Хрестом оборони Львова, а також за боротьбу за «Східні Креси» і Червенські Землі. Знак засновано 18 березня 1919 року командувачем армії «Схід» ген. Тадеушем Розвадовським, за дійсну військову службу у Східній Галичині виконував під його керівництвом до 19 березня 1919 р.. Нагрудний знак генерал вручав особисто разом із підписом на грамоті. Нагрудний знак затверджено в Журналі наказів Міністерства Військових справ № 49 п.п 872 від 13 грудня 1921 р.. Після смерті генерала Розвадовського (1928) ніхто не мав права її надавати. Знак часто був єдиною нагородою, на яку могли розраховувати жінки, задіяні в боях за Львів в різних сферах діяльності, не обов'язково на передовій (включно з медсестрами та волонтерами, відповідальними за провізію та постачання).
Перший дизайн значка розробив Т. Лучинський, а другий — Леслав Веґжиновський. Виробником значка був Владислав Бушек.
Воєводська управа Федерації польських захисників вітчизни постановою від 21 березня 1936 року створила комітет з ліквідації пам'ятного знака «Орллята».
У січні 1938 р. реєстр знака «Орллята» на вул. Шопена 5 у Львові.

## Виноски
1. 1 2  W sprawie nadawania „Orląt”. Gazeta Lwowska: 2. Nr 66 z 20 marca 1936.
2. ↑  Walka o Lwów (od 1 listopada 1918 do 1 maja 1919 roku). Warszawa. 1933. с. 225.
3. ↑  Dziennik Rozkazów, 1921, R. 4, nr 49 Ordery i odznaczenia s. 10 — 11.
4. ↑  , Mariusz Patelski, "Wojna – pamięć – polityka. Lwów w biografii generała broni Tadeusza Jordan Rozwadowskiego (1866–1928) [w:] „Artificem commendat opus”. Region-Pamięć-Polityka. Studia i materiały ofiarowane Profesor Danucie Kisielewicz, Opole 2018, s. 335–360."
5. ↑  Sawicki, Zdzisław. Odznaki Wojska Polskiego 1918–1945. с. 656 – 657.
6. ↑  w «Ordery i Odznaczenia» podają, że wykonawcą był Jan Knedler z Warszawy
7. ↑  Warszawskie Centrum Numizmatyczne. sixbid.com.
8. ↑  Komisja likwidacyjna odznaki pamiątkowej „Orlęta”. Gazeta Lwowska: 2. Nr 80 z 5 kwietnia 1936.
9. ↑  Ewidencja odznaki „Orląt”. Wschód. Nr 73: 9. 30 stycznia 1938. {{cite journal}}: |volume= має зайвий текст (довідка)